# Andrzej Holszański
Andrzej Holszański herbu Hippocentaurus (zm. przed 1420) – kniaź litewsko-ruski.
Był synem Iwana Olgimuntowica Holszańskiego i jego żony Agrypiny; bratem Semena, namiestnika Wielkiego Nowogrodu, i Michała, namiestnika Kijowa.
W nieznanym bliżej roku ożenił się z księżniczką drucką Aleksandrą, zdaniem większości badaczy będącej córką Dymitra Olgierdowica Starszego. Z tego małżeństwa pochodziły trzy córki:
- Wasylisa
- Zofia, która w latach późniejszych została czwartą żoną Władysława Jagiełły i królową Polski.
- Maria.

O Andrzeju nie zachowało się zbyt wiele informacji. Nie jest znana data jego śmierci; przypuszcza się, że zmarł młodo, skoro w przeciwieństwie do braci nie osiągnął żadnej godności.
Po jego śmierci żona wraz z córkami zamieszkała u swojego brata - Semena, księcia druckiego.